# 瑟克謝尼鄉

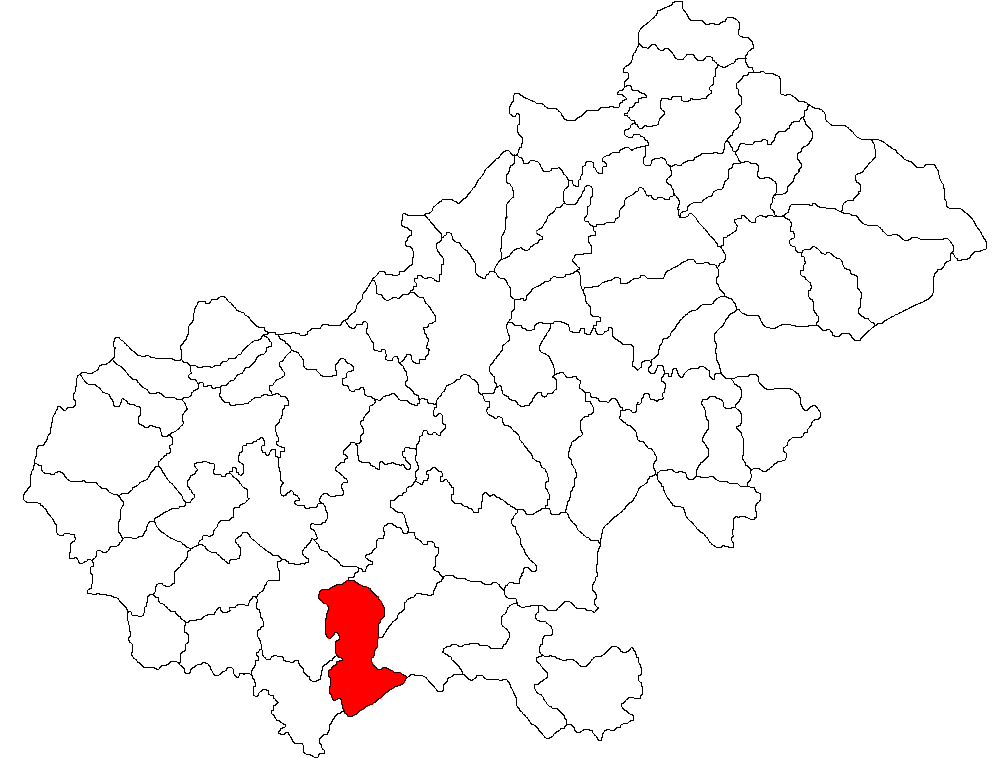
瑟克謝尼鄉

47°29′N 22°41′E / 47.483°N 22.683°E
瑟克謝尼鄉（羅馬尼亞語：Comuna Săcășeni, Satu Mare），是羅馬尼亞的鄉份，位於該國西北部，由薩圖馬雷縣負責管轄，面積93平方公里，海拔高度153米，2007年人口1,217，人口密度每平方公里13人。